# 박진현
박진현(1999년 2월 4일 ~ )은 대한민국의 트로트 가수다.

## 방송
- 홍디션 (2019) - Top13
- 트로트의 민족 (2020) - Top48(40위)
- 히든싱어 6 (2020) - 설운도편 3위

## 음반
- 틀렸니 맞았니 (2020)
- 똥강아지 (2021)